# 東日本大震災からの復興のための施策を実施するために必要な財源の確保に関する特別措置法
東日本大震災からの復興のための施策を実施するために必要な財源の確保に関する特別措置法（ひがしにほんだいしんさいからのふっこうのためのせさくをじっしするためにひつようなざいげんのかくほにかんするとくべつそちほう、平成23年12月2日法律第117号）は、2011年（平成23年）3月11日に起こった東日本大震災の復興のための財源を確保するための財政措置と税制措置に関する特別措置法である。通称は復興財源確保法。
法令番号は平成23年法律第117号、2011年（平成23年）12月2日に公布された。

## 概要
本法律は、東日本大震災（東北地方太平洋沖地震および福島第一原発事故）からの復興を図ることを目的とし、東日本大震災復興基本法で定めている基本理念に基づいて、2011年（平成23年）度から2020年（令和2年）度までの10年間で実施する施策（復興施策）に必要な財源を確保するための特別措置を定めたものである。
本法律では、復興施策の財源を確保する手段として、主に以下の活用を基本原則としている。
- 復興に関連しない施策の予算を徹底的に見直すことによる歳出の削減
- 財政投融資特別会計財政融資資金勘定からの国債整理基金特別会計への繰入れ
- 日本たばこ産業の株式の国債整理基金特別会計への所属替えと、所属替えをした株式の処分
- 東京地下鉄の株式の国債整理基金特別会計への所属替え
- 復興特別税（復興特別所得税および復興特別法人税）
- 復興債

確保した財源は震災の復興費用にあてられるほか、復興債の償還費用にもあてられる。

## 歴史
2011年（平成23年）
- 3月11日 - 東日本大震災発災。
- 10月7日 - 臨時閣議で本法案の骨子を閣議決定。
- 10月28日 - 第179回国会にて法案提出。
- 11月7日 - 衆議院財務金融委員会に付託されて審議が始まる。
- 11月22日 - 法案が委員会で修正議決[2]。
- 11月24日 - 衆議院本会議で修正された法案が可決、参議院へ送付される。
- 11月25日 - 参議院財政金融委員会で審議が始まる。
- 11月29日 - 法案が委員会で可決。
- 11月30日 - 参議院本会議で法案が可決、成立。
- 12月2日 - 公布、一部施行。

2012年（平成24年）
- 4月1日 - 本法の復興特別法人税に関係する部分が施行され、復興特別法人税の課税が始まる。

2013年（平成25年）
- 1月1日 - 本法の復興特別所得税に関係する部分が施行され、復興特別所得税の課税が始まる。

2014年（平成26年）
- 3月31日 - この日をもって復興特別法人税の課税が終了。

2037年（令和19年）
- 12月31日 - この日をもって復興特別所得税の課税が終了する予定。